# MKS MOS Interpromex Będzin w sezonie 2007/2008

## Drużyna

### Sztab
| Pierwszy trener | Albert Semeniuk |
| Drugi trener    | Paweł Sznicer   |
| Fizjoterapeuta  | Janusz Herpel   |

### Zawodnicy
| Nr | Imię i nazwisko       | Data ur.   | Wzrost | Pozycja            |
| -- | --------------------- | ---------- | ------ | ------------------ |
| 1  | Emil Siewiorek        | 28.09.1984 | 190    | przyjmujący/libero |
| 2  | Mateusz Mędrzyk       | 02.03.1988 | 194    | przyjmujący        |
| 3  | Jonasz Biegun         | 30.09.1985 | 198    | atakujący          |
| 5  | Marcin Kantor         | 03.02.1989 | 197    | przyjmujący        |
| 6  | Damian Miller         | 30.07.1986 | 194    | przyjmujący        |
| 8  | Mateusz Leszczawski   | 01.10.1988 | 196    | rozgrywający       |
| 9  | Jacek Pić             | 05.06.1984 | 197    | przyjmujący        |
| 10 | Dariusz Syguła        | 03.04.1986 | 182    | rozgrywający       |
| 11 | Bartosz Dzierżanowski | 05.09.1986 | 197    | środkowy           |
| 12 | Grzegorz Nowak        | 11.03.1975 | 200    | środkowy           |
| 13 | Adam Łapuszyński      | 07.10.1986 | 197    | atakujący          |
| 14 | Michał Potera         | 06.03.1988 | 182    | libero             |
| 16 | Damian Zborowski      | 20.06.1988 | 192    | atakujący          |
| 17 | Albert Semeniuk       | 31.05.1967 | 198    | przyjmujący        |

## Transfery

### Przyszli
| Imię i nazwisko           | Poprzedni klub                  |
| ------------------------- | ------------------------------- |
| Paweł Sznicer (II trener) | MMKS Dąbrowa Górnicza           |
| Marcin Kantor             | MMKS Dąbrowa Górnicza           |
| Grzegorz Nowak            | AZS PWSZ Nysa                   |
| Jacek Pić                 | AZS Politechnika Śląska Gliwice |
| Mateusz Leszczawski       | MMKS Dąbrowa Górnicza           |
| Damian Zborowski          | MMKS Dąbrowa Górnicza           |
| Emil Siewiorek            | Trefl Gdańsk                    |

### Odeszli
| Imię i nazwisko                 | W klubie od | Nowy klub                       |
| ------------------------------- | ----------- | ------------------------------- |
| Wojciech Jaroszewski (I trener) | 2000        | Sokół Chorzów                   |
| Błażej Krzyształowicz           | 2006        | STS Skarżysko-Kamienna          |
| Kamil Krawczyk                  | 2003        | koniec kariery                  |
| Filip Brzeziński                | 2006        | UKS Kazimierz Płomień Sosnowiec |
| Jarosław Chwastek               | 2006        | koniec kariery                  |
| Patryk Kabziński                | 2006        | Orzeł Międzyrzecz               |

## Rozgrywki

### Liga

#### Runda zasadnicza
| Data       | Przeciwnik                 | Wynik                                   | Miejsce              |
| ---------- | -------------------------- | --------------------------------------- | -------------------- |
| 20.10.2007 | Hejnał Kęty                | 3:1 (24:26, 25:19, 25:23, 25:19)        | Kęty                 |
| 27.10.2007 | Fart Kielce                | 3:2 (25:20, 29:31, 25:23, 21:25, 15:12) | Hala Łagisza, Będzin |
| 03.11.2007 | Błękitni Ropczyce          | 3:2 (26:24, 25:27, 25:21, 21:25, 15:13) | Ropczyce             |
| 10.11.2007 | Czarni Radom               | 3:1 (21:25, 25:23, 25:16, 25:22)        | Hala Łagisza, Będzin |
| 17.11.2007 | Górnik Radlin              | 3:0 (25:13, 25:19, 25:22)               | Radlin               |
| 24.11.2007 | MOS Wola Warszawa          | 3:1 (25:21, 25:17, 24:26, 25:20)        | Hala Łagisza, Będzin |
| 01.12.2007 | Karpaty Krosno             | 1:3 (25:23, 17:25, 20:25, 23:25)        | Krosno               |
| 08.12.2007 | AZS Politechnika Krakowska | 1:3 (23:25, 22:25, 25:15, 29:31)        | Hala Łagisza, Będzin |
| 15.12.2007 | MCKiS Jaworzno             | 3:0 (25:23, 25:18, 25:20)               | Hala MCKiS, Jaworzno |
|            |                            |                                         |                      |
| 05.01.2008 | Hejnał Kęty                | 3:1 (25:20, 23:25, 25:11, 25:22)        | Hala Łagisza, Będzin |
| 12.01.2008 | Fart Kielce                | 3:1 (25:22, 23:25, 25:21, 25:14)        | Hala MOSiR, Kielce   |
| 19.01.2008 | Błękitni Ropczyce          | 3:0 (25:22, 26:24, 25:11)               | Hala Łagisza, Będzin |
| 26.01.2008 | Czarni Radom               | 3:1 (20:25, 25:21, 25:19, 25:22)        | Hala MOSiR, Radom    |
| 02.02.2008 | Górnik Radlin              | 3:1 (25:22, 25:17, 19:25, 25:21)        | Hala Łagisza, Będzin |
| 16.02.2008 | MOS Wola Warszawa          | 0:3 (16:25, 23:25, 19:25)               | Warszawa             |
| 23.02.2008 | Karpaty Krosno             | 3:1 (19:25, 25:21, 25:16, 25:17)        | Hala Łagisza, Będzin |
| 01.03.2008 | AZS Politechnika Krakowska | 1:3 (24:26, 22:25, 25:23, 22:25)        | Kraków               |
| 08.03.2008 | MCKiS Jaworzno             | 3:0 (25:17, 25:19, 25:20)               | Hala Łagisza, Będzin |

#### Play-off
| Data       | Przeciwnik        | Wynik                                   | Miejsce              |
| Półfinały  | Półfinały         | Półfinały                               | Półfinały            |
| ---------- | ----------------- | --------------------------------------- | -------------------- |
| 29.03.2008 | Fart Kielce       | 3:0 (27:25, 25:22, 25:20)               | Hala Łagisza, Będzin |
| 30.03.2008 | Fart Kielce       | 3:0 (25:16, 25:22, 28:26)               | Hala Łagisza, Będzin |
| 05.04.2008 | Fart Kielce       | 3:2 (27:25, 28:30, 25:19, 14:25, 15:13) | Hala MOSiR, Kielce   |
| Finały     |                   |                                         |                      |
| 19.04.2008 | Błękitni Ropczyce | 3:2 (23:25, 25:23, 25:20, 15:25, 15:13) | Hala Łagisza, Będzin |
| 20.04.2008 | Błękitni Ropczyce | 3:1 (25:20, 27:25, 17:25, 25:16)        | Hala Łagisza, Będzin |
| 26.04.2008 | Błękitni Ropczyce | 3:0 (25:20, 25:19, 25:17)               | Ropczyce             |

#### Baraże o I ligę
| Data       | Przeciwnik           | Wynik                                  | Miejsce                            |
| ---------- | -------------------- | -------------------------------------- | ---------------------------------- |
| 10.05.2008 | Sudety Kamienna Góra | 3:0 (25:19, 25:22, 25:23)              | Hala sportowa ZSZiO, Kamienna Góra |
| 11.05.2008 | Sudety Kamienna Góra | 1:3 (20:25, 27:25, 24:26, 15:25)       | Hala sportowa ZSZiO, Kamienna Góra |
| 17.05.2008 | Sudety Kamienna Góra | 2:3 (25:18, 15:25, 22:25, 25:20, 7:15) | Hala Łagisza, Będzin               |
| 18.05.2008 | Sudety Kamienna Góra | 3:0 (25:18, 25:22, 25:18)              | Hala Łagisza, Będzin               |
| 21.05.2008 | Sudety Kamienna Góra | 3:1 (21:25, 25:19, 25:12, 25:13)       | Hala sportowa ZSZiO, Kamienna Góra |

### Puchar Polski
| Data       | Przeciwnik              | Wynik                                   | Miejsce                            |
| I runda    | I runda                 | I runda                                 | I runda                            |
| ---------- | ----------------------- | --------------------------------------- | ---------------------------------- |
| 08.09.2007 | Rafako Racibórz         | 3:1 (25:20, 20:25, 25:23, 25:15)        | Racibórz                           |
| II runda   |                         |                                         |                                    |
| 15.09.2007 | Czarni Rząśnia          | 3:2 (21:25, 25:22, 25:20, 27:29, 15:13) | Rząśnia                            |
| III runda  |                         |                                         |                                    |
| 17.10.2007 | Energetyk Jaworzno      | 3:0 (25:15, 25:23, 25:15)               | Hala Łagisza, Będzin               |
| IV runda   |                         |                                         |                                    |
| 07.11.2007 | Pronar Parkiet Hajnówka | 3:0 (25:22, 25:21, 29:27)               | Hala Łagisza, Będzin               |
| 21.11.2007 | Pronar Parkiet Hajnówka | 3:1 (25:21, 25:22, 18:25, 25:21)        | Hajnówka                           |
| V runda    |                         |                                         |                                    |
| 05.12.2007 | KS Poznań               | 0:3 (16:25, 27:29, 22:25)               | Hala Centrum Rekreacji AWF, Poznań |
| 12.12.2007 | KS Poznań               | 2:3 (19:25, 23:25, 25:21, 27:25, 10:15) | Hala Łagisza, Będzin               |

### Bilans spotkań
| Rozgrywki        | Ogólnie | Ogólnie | Ogólnie | Ogólnie | Ogólnie | U siebie | U siebie | U siebie | U siebie | U siebie | Na wyjeździe | Na wyjeździe | Na wyjeździe | Na wyjeździe | Na wyjeździe | Miejsce |
| Rozgrywki        | R       | W       | P       | Sety    | Sety    | R        | W        | P        | Sety     | Sety     | R            | W            | P            | Sety         | Sety         | Miejsce |
| ---------------- | ------- | ------- | ------- | ------- | ------- | -------- | -------- | -------- | -------- | -------- | ------------ | ------------ | ------------ | ------------ | ------------ | ------- |
| runda zasadnicza | 18      | 14      | 4       | 45      | 24      | 9        | 8        | 1        | 25       | 10       | 9            | 6            | 3            | 20           | 14           | 1.      |
| play-off         | 6       | 6       | 0       | 18      | 5       | 4        | 4        | 0        | 12       | 3        | 2            | 2            | 0            | 6            | 2            | 1.      |
| baraż            | 5       | 3       | 2       | 12      | 7       | 2        | 1        | 1        | 5        | 3        | 3            | 2            | 1            | 7            | 4            | -       |
| puchar           | 7       | 5       | 2       | 17      | 10      | 3        | 2        | 1        | 8        | 3        | 4            | 3            | 1            | 9            | 7            | V r.    |
| Razem            | 36      | 28      | 8       | 92      | 46      | 18       | 15       | 3        | 50       | 19       | 18           | 13           | 5            | 42           | 27           |         |